# Li Xue
Dans ce nom chinois, le nom de famille, Li, précède le nom personnel Xu.
Pour les articles homonymes, voir Li.
Li Xue, surnommée Chouchou, est une joueuse de tennis de table chinoise naturalisée française en 2008, née le 14 avril 1985 à Boshan, au style de jeu défensif. Elle joue actuellement au Quimper CTT.

## Biographie
En 2009, lors des championnats de France de tennis de table de Dreux, elle s'impose gagnant ainsi son premier titre sous ses nouvelles couleurs. Elle conserve son titre lors des championnats 2010 en s'imposant en finale contre Carole Grundisch. Elle remporte son troisième titre de championne de France en 2013 en battant Jia Nan Yuan en finale (4-2). 
Lors de l'Open de Biélorussie ITTF 2009, elle obtient la médaille d'argent. C'est sa meilleure performance sur un Pro-tour.
Elle atteint la finale des Jeux méditerranéens en 2009.
Elle participe aux Jeux olympiques d'été de 2012. Après les Jeux olympiques, elle obtient la médaille de bronze aux championnats d'Europe en individuel à Herning, au Danemark.
Elle participe aux Jeux olympiques d'été de 2016, atteignant les 8e de finale le 7 août à Rio de Janeiro, avant d'en être éliminée à ce stade.

## Parcours en clubs
- SA Souché Niort
- CP Lys-lez-Lannoy Lille Métropole
- ALCL Grand-Quevilly
- Quimper Cornouaille Tennis de Table